# テレノール・アリーナ
テレノール・アリーナ（Telenor Arena）は、ノルウェー・バールムのフォーネブにある屋内スタジアム。

## 概要
1961年から2008年まで使用されていたナデルード・スタディオンの代わりとして建設。同競技場近くに本社を構える通信大手テレノール社が10年契約での命名権を取得した。
こけら落しは2009年1月24日のIFKヨーテボリとの親善試合。また、サッカーだけでなく、コンサート、馬術ショーなどにも対応されている。2010年にはユーロビジョン・ソング・コンテストが開催された。

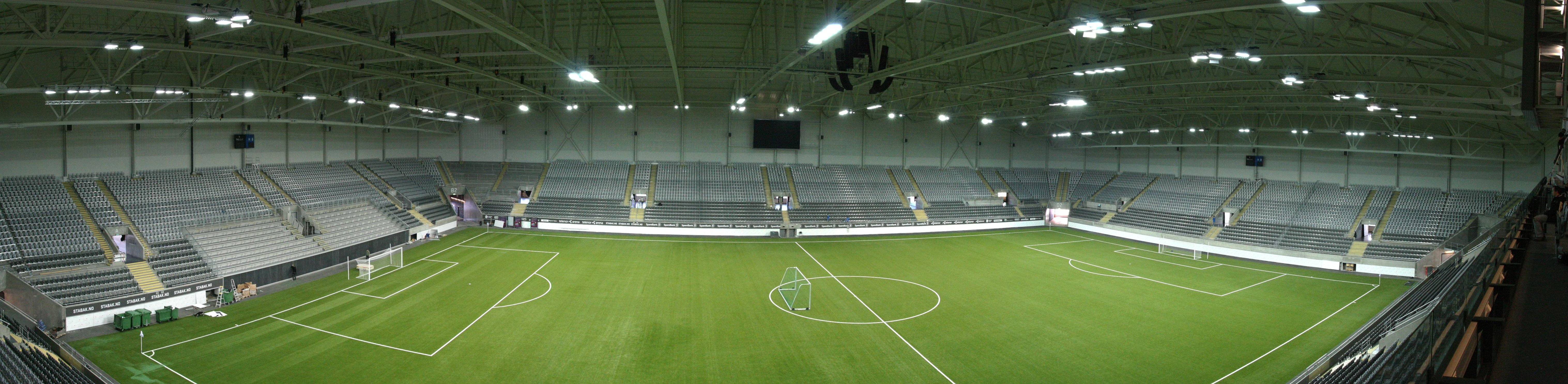
アリーナ内部の様子 (2009年2月)
撮影：シェル・レー